# دوري كرة القدم السلوفيني الدرجة الثانية 2009–10
دوري كرة القدم السلوفيني الدرجة الثانية 2009–10 (بالإيطالية: Druga slovenska nogometna liga 2009-2010)‏ هو الموسم 19 من دوري كرة القدم السلوفيني الدرجة الثانية ‏. أشرف على تنظيمه اتحاد سلوفينيا لكرة القدم، وكان عدد الأندية المشاركة فيه 10، وفاز فيه NK Primorje ‏.